# Podhorodnianka
Podhorodnianka [pronunciación en polaco: /pɔtxɔrɔdˈɲUnŋka/] es un pueblo ubicado en el distrito administrativo de Gmina Suchowola, dentro del Condado de Sokółka, Voivodato de Podlaquia, en el norte de Polonia oriental. Se encuentra aproximadamente a 11 kilómetros al norte de Suchowola, a 39 kilómetros al noroeste de Sokółka, y a 62 kilómetros al norte de la capital regional Białystok.